# Compreignac

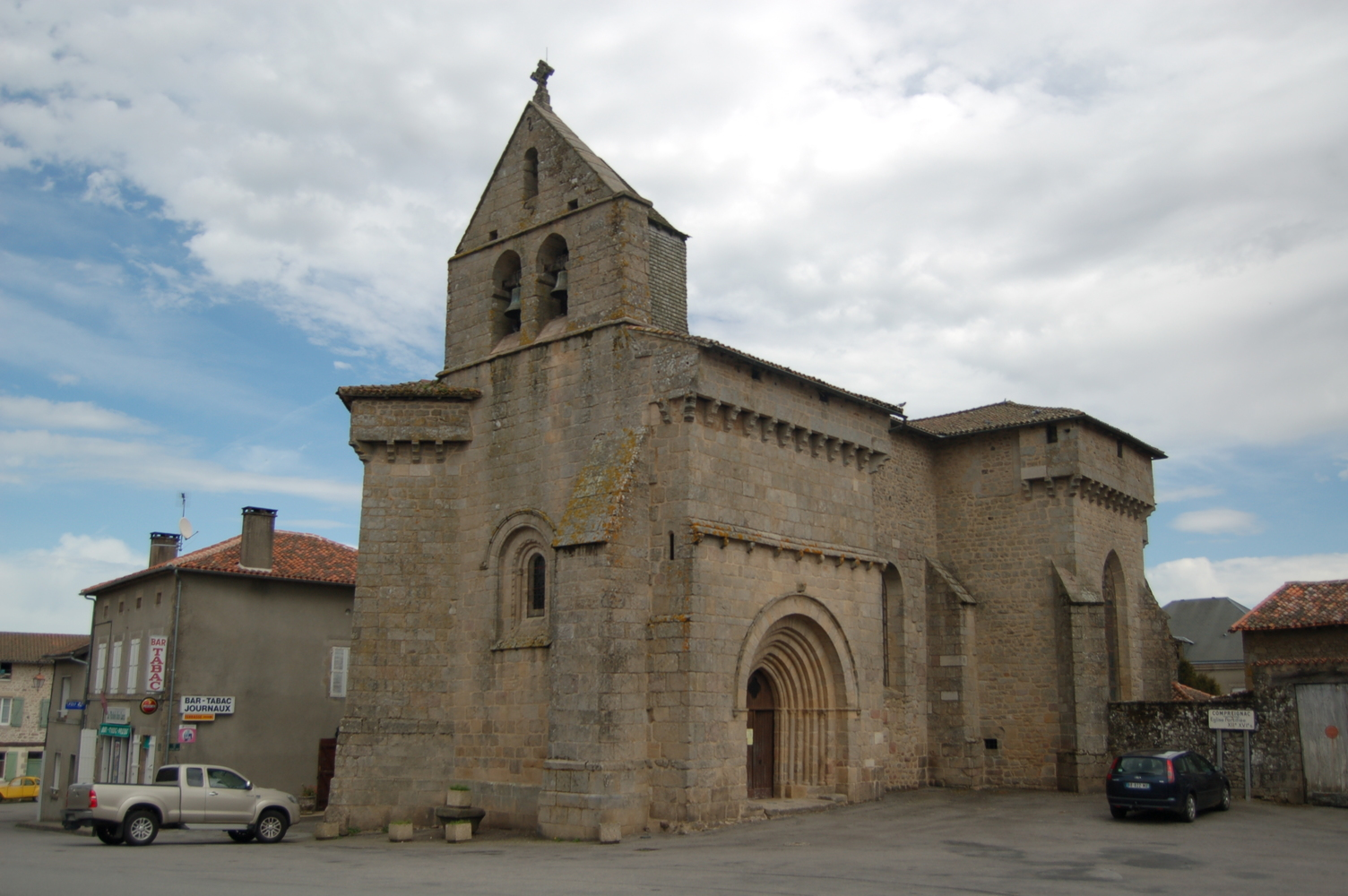
Kościół św. Marcina (2016)

Compreignac – miejscowość i gmina we Francji, w regionie Nowa Akwitania, w departamencie Haute-Vienne.
Według danych na rok 1990 gminę zamieszkiwało 1280 osób, a gęstość zaludnienia wynosiła 27 osób/km² (wśród 747 gmin Limousin Compreignac plasuje się na 93. miejscu pod względem liczby ludności, natomiast pod względem powierzchni na miejscu 39.).

## Populacja

Populacja Compreignac w latach 1962–2008